# Jan van Tongeren
Jan van Tongeren (Nimega, 1º novembre 1998) è un arciere olandese.

## Palmarès
- Giochi europei

Minsk 2019: argento nella gara a squadre.